# Khalil Sultan
Pour les articles homonymes, voir Khalil.
Khalil Sultan, (en Persan: خلیل سلطان), est un sultan timouride de 1405 à 1409. il était le fils de Miran Shah et petit-fils de Tamerlan.

## Biographie
Après la mort de son grand-père, il prit le pouvoir à Samarcande, mais fut déposé par son oncle Chahrokh qui le fit gouverneur de Rayy (ville située à 10 km au sud de la ville de Téhéran).
Khalil Sultan a fait construire la mosquée du complexe Sultan Saodat en 1405-1409.

## Famille

### Épouses et descendance
On lui connait au moins deux épouses et sept enfants :
- Jahan Sultan Agha, fille d'Ali Mirza Arlat;
  - Muhammad Bahadur Mirza - 2ème fils;
  - Berkul Mirza - 3ème fils;
  - Khichak Agha, Shirin Beg Agha - 1ère fille;
- Shad Malik Agha;
  - Muhammad Bayqara Mirza - 4ème fils;
  - Saray Malik Agha - 2ème fille;
  - Sultan Badi-al-Mulk Agha - 3ème fille, épouse d'Ulugh Beg, fils de Shah Rukh;
- une épouse au nom inconnu;
  - Ali Mirza - 1er fils;